# 皱岭
 sinuous

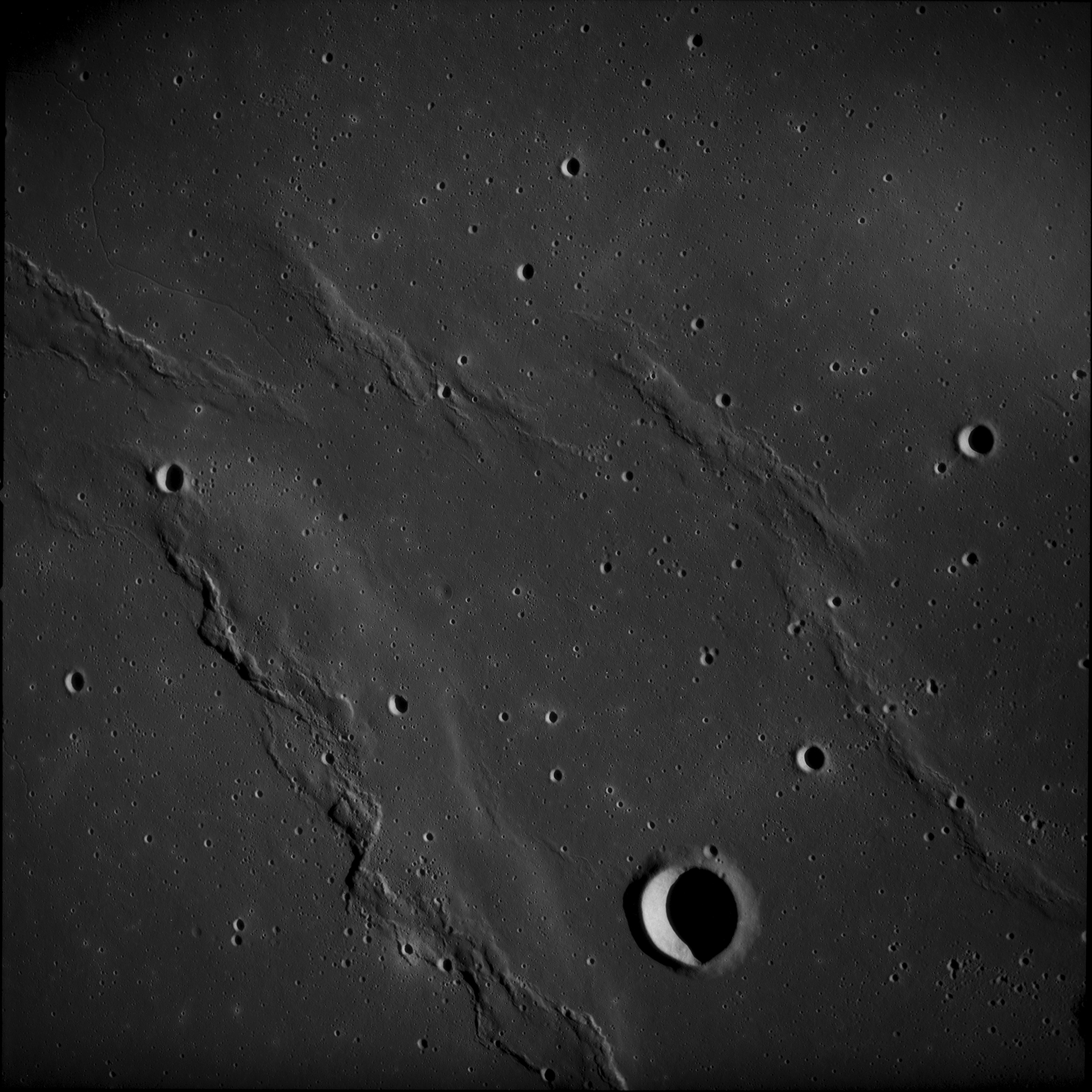
阿波羅12號拍攝的無名皺脊。這個皺脊位於風暴洋的佛蘭斯蒂德隕石坑的北邊。

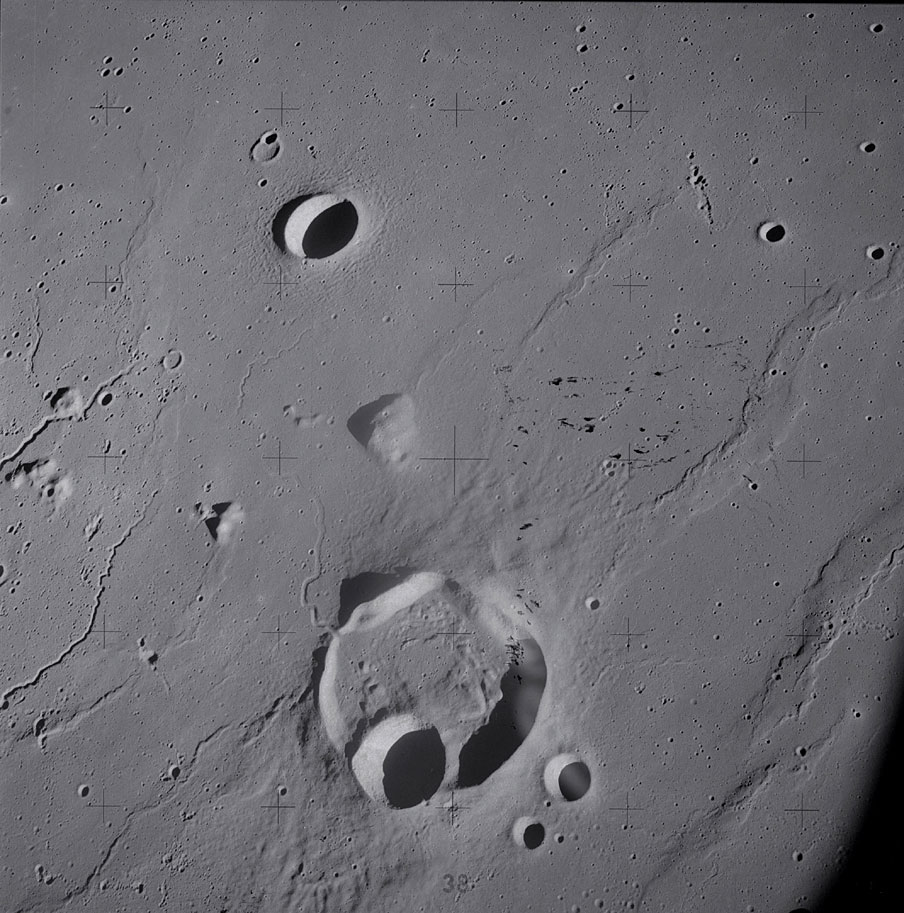
阿波羅15號拍攝位於風暴洋和與海之間的克里格隕石坑與周圍，顯示出在左側蜿蜒的月溪和皺脊。

皱脊(wrinkle ridge)是一种在月海区经常被发现的地貌类型，其特征是在月海表面可能延伸数百公里的低矮、蜿蜒的山脊。皱脊是玄武质熔岩冷却、收缩时形成的地质构造特征。它们往往显示了月海中所掩埋的环状结构的轮廓。在月海表面呈现出圆形轮廓或交错凸兀的山峰。由于类似皮肤下突出的静脉，有时也将它们称之为静脉。右图中是在陨石坑附近发现的皱脊。 
皱脊的拉丁名称格式为“Dorsum”（山脊的复数）。国际天文联合会标准命名法以人名来识别月球上的皱脊。因此，伯内特山脊是以“托马斯•伯内特”（Thomas Burnet）之名命名、欧文山脊是以“亨利斯家族的乔治•欧文”（George Owen of Henllys）之名命名。

## 行星皺脊
在火星的克里斯平原以及水星、太空船到访过的小行星、以及木星和土星的数颗卫星上都发现了皱脊。虽然对火星皱脊的成因已有几种假说被提出，但今天，通常仍认为起源于包括褶皱和断裂在内的地质构造。它們是火星地殼壓縮應力的證據。壓力產生裂紋（斷層），其中一側被推到另一側的頂部，也稱為逆衝斷層。

## 圖集

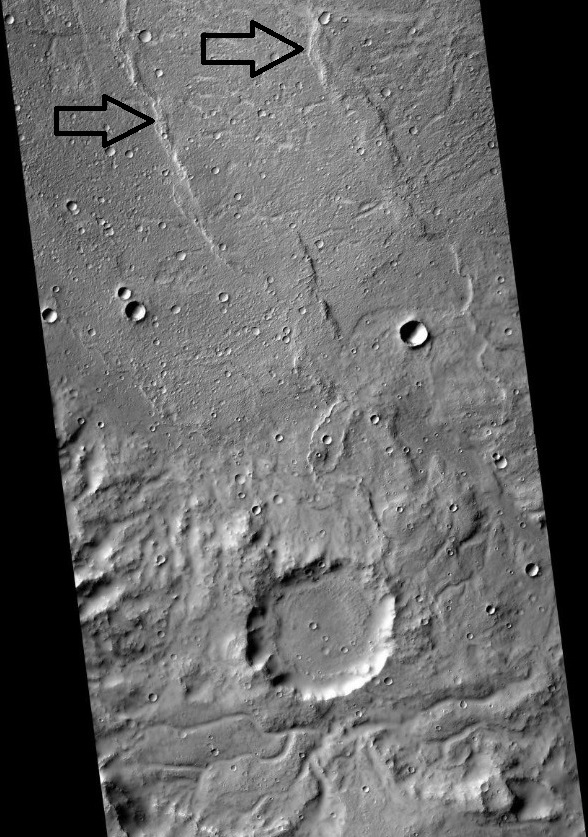
弗羅杰爾格坑（英语：Flaugergues (crater)），底部和南側已經被侵蝕。箭頭指向皺脊。
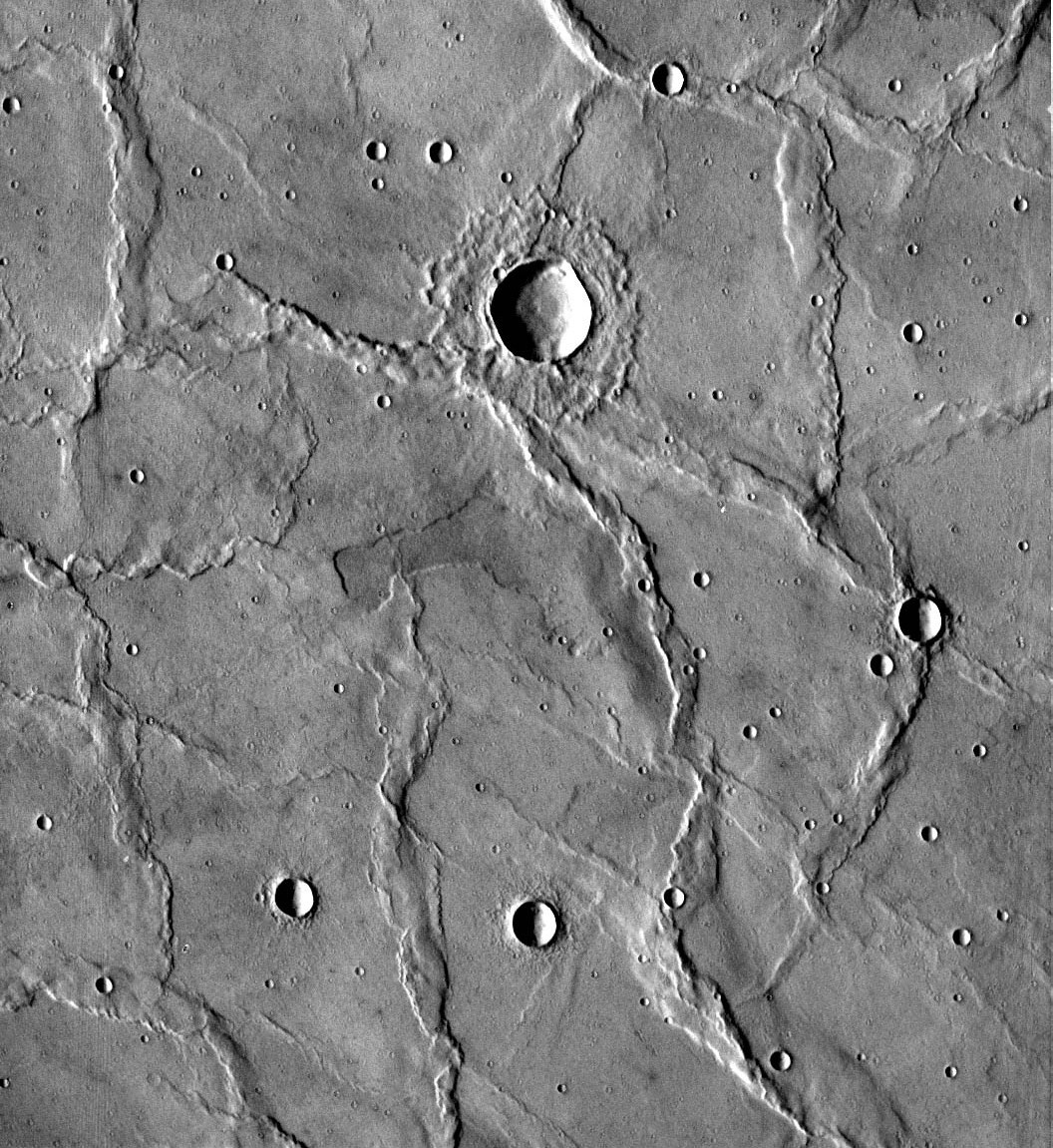
在火星赫斯珀利亞高原上的皺脊。維京號看到向不同移動的皺脊，所以壓力可能隨著時間的推移改變了方向。
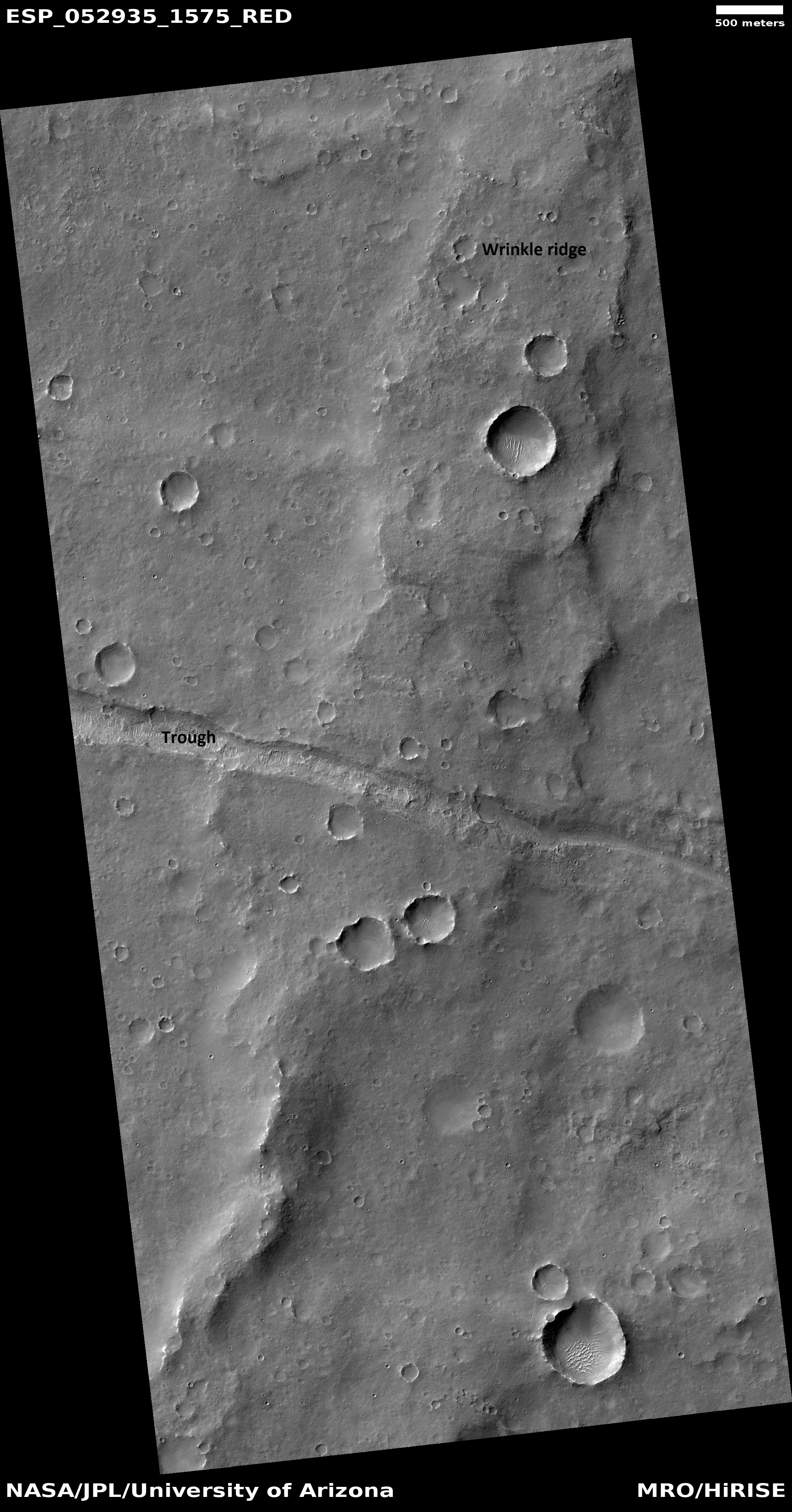
在HiWish的計畫下，HiRISE在火星的科普剌塔斯區看到被切割的皺脊。